# ムサシ (企業)
株式会社ムサシ（英: MUSASHI CO.,LTD.）は、東京都中央区銀座に本社を置き、情報・産業機材や選挙機材を扱う企業である。

## 沿革
- 1946年（昭和21年）12月5日 - 武蔵商事株式会社（むさししょうじ）として創業[4]。
- 1947年（昭和22年）1月 - 紙・紙加工品事業開始。
- 1949年（昭和24年）4月 - 商号を武蔵紙業株式会社（むさししぎょう）に変更。
- 1959年（昭和34年）4月 - 富士フイルム株式会社の特約代理店となり、写真複写機用感材など情報・産業システム事業開始。
- 1962年（昭和37年）9月 - 商号を武蔵株式会社（むさし）に変更。
- 1965年（昭和40年）
  - 7月 - 現金処理機器（紙幣計数機）の販売開始（金融汎用システム事業開始）。
  - 8月 - 印刷材料販売など、印刷システム事業開始。
- 1970年（昭和45年）  - 投票用紙計数機・各種選挙用機器の販売など、選挙システム事業開始。
- 1991年（平成3年）12月 - 商号を株式会社ムサシに変更。
- 1994年（平成6年）4月 - 名刺・葉書の印刷システム機材の販売を開始（名刺・ハガキプリントシステム事業開始）。
- 1996年（平成8年）10月 - 日本証券業協会（後のジャスダック）に株式上場。
- 2022年（令和4年）4月 - 東京証券取引所の市場区分の見直しにより、東京証券取引所のJASDAQ（スタンダード）からスタンダード市場に移行。

この間、幾つかの関連会社を設立・吸収合併・子会社化している。現在のグループ会社は、ムサシ・フィールド・サポート株式会社、武蔵エンジニアリング株式会社、株式会社ムサシ・エービーシー、ムサシ・イメージ情報株式会社、ムサシ・アイ・テクノ株式会社、エフ・ビー・エム株式会社、武蔵興産株式会社、株式会社武蔵エンタープライズ、株式会社ジェイ・アイ・エムの9社である。